# Коноплянка (Орловская область)
Коноплянка — село в Болховском районе Орловской области России. Входит в состав Медведковского сельского поселения.

## География
Село находится в северной части Орловской области, в лесостепной зоне, в пределах центральной части Среднерусской возвышенности, к северу от реки Орс, на расстоянии примерно 12 километров (по прямой) к западу от города Болхова, административного центра района. Абсолютная высота — 181 метр над уровнем моря.
Часовой пояс
Село Коноплянка, как и вся Орловская область, находится в часовой зоне МСК (московское время). Смещение применяемого времени относительно UTC составляет +3:00.

## Население
| 2010 |
| ---- |
| 5    |

Половой состав
По данным Всероссийской переписи населения 2010 года в гендерной структуре населения мужчины составляли 60 %, женщины — соответственно 40 %.
Национальный состав
Согласно результатам переписи 2002 года, в национальной структуре населения русские составляли 100 % из 12 чел.

## Улицы
Уличная сеть села состоит из одной улицы (ул. Полевая).